# Emily Mortimer
Emily Kathleen Anne Mortimer (sinh ngày 6 tháng 10 năm 1971) là một nữ diễn viên người Anh.